# Metastelma hartii
Metastelma hartii är en oleanderväxtart som beskrevs av Rudolf Schlechter. Metastelma hartii ingår i släktet Metastelma och familjen oleanderväxter. Inga underarter finns listade i Catalogue of Life.